# (631) Philippina
Pour les articles homonymes, voir Philippine.
(631) Philippina est un astéroïde de la ceinture principale découvert le 21 mars 1907 par l'astronome allemand August Kopff. Sa désignation provisoire était 1907 YJ.